# Колдфут (Аляска)
Колдфут (англ. Coldfoot) — переписна місцевість (CDP) в США, в окрузі Юкон-Коюкук штату Аляска. Населення — 34 особи (2020).

## Географія
Колдфут розташований за координатами 67°14′51″ пн. ш. 150°6′29″ зх. д. / 67.24750° пн. ш. 150.10806° зх. д. (67.247451, -150.108051).  За даними Бюро перепису населення США в 2010 році переписна місцевість мала площу 92,83 км², уся площа — суходіл.

### Клімат
Громада знаходиться у зоні, котра характеризується континентальним субарктичним кліматом. Найтепліший місяць — серпень із середньою температурою 11 °C (51.8 °F). Найхолодніший місяць — лютий, із середньою температурою -2.4 °С (27.6 °F).
| Клімат Колдфута         | Клімат Колдфута | Клімат Колдфута | Клімат Колдфута | Клімат Колдфута | Клімат Колдфута | Клімат Колдфута | Клімат Колдфута | Клімат Колдфута | Клімат Колдфута | Клімат Колдфута | Клімат Колдфута | Клімат Колдфута | Клімат Колдфута |
| Показник                | Січ.            | Лют.            | Бер.            | Квіт.           | Трав.           | Черв.           | Лип.            | Серп.           | Вер.            | Жовт.           | Лист.           | Груд.           | Рік             |
| Абсолютний максимум, °C | 4,3             | 3,7             | 5,7             | 7,4             | 10,6            | 12,9            | 15,8            | 15,5            | 13,4            | 8,8             | 6,4             | 4,9             | 15,8            |
| Середній максимум, °C   | 0,4             | 0,2             | 1,7             | 3,4             | 7,2             | 10,4            | 12,8            | 13,4            | 11,4            | 7,2             | 3,9             | 1,9             | 6,2             |
| Середня температура, °C | −2,1            | −2,4            | −1,1            | 0,8             | 4,3             | 7,7             | 10,3            | 11              | 8,8             | 4,4             | 1,4             | −0,6            | 3,6             |
| Середній мінімум, °C    | −4,7            | −5,1            | −3,9            | −1,8            | 1,6             | 5,1             | 7,8             | 8,6             | 6,1             | 1,7             | −1,2            | −3,1            | 0,9             |
| Абсолютний мінімум, °C  | −9,9            | −10,2           | −13,1           | −6              | −0,9            | 2,3             | 5,7             | 6,8             | 4,1             | −0,7            | −3,8            | −9,3            | −13,1           |
| Норма опадів, мм        | 78              | 66              | 63              | 58              | 67              | 73              | 64              | 91              | 115             | 115             | 122             | 110             | 1023            |
| Днів з опадами          | 7               | 4               | 8               | 4               | 6               | 12              | 12              | 10              | 11              | 10              | 8               | 6               | 98              |
| ----------------------- | --------------- | --------------- | --------------- | --------------- | --------------- | --------------- | --------------- | --------------- | --------------- | --------------- | --------------- | --------------- | --------------- |
| Джерело: Weatherbase    |                 |                 |                 |                 |                 |                 |                 |                 |                 |                 |                 |                 |                 |

## Демографія
Згідно з переписом 2010 року, у переписній місцевості мешкало 10 осіб у 6 домогосподарствах у складі 1 родини. Густота населення становила 0 осіб/км².  Було 11 помешкання (0/км²).
Расовий склад населення:
| - 90,0 % — білих - 10,0 % — корінних американців |

До двох чи більше рас належало 0,0 %. Частка іспаномовних становила 0,0 % від усіх жителів.
За віковим діапазоном населення розподілялося таким чином: 20,0 % — особи молодші 18 років, 70,0 % — особи у віці 18—64 років, 10,0 % — особи у віці 65 років та старші. Медіана віку мешканця становила 43,0 року. На 100 осіб жіночої статі у переписній місцевості припадало 150,0 чоловіків;  на 100 жінок у віці від 18 років та старших — 166,7 чоловіків також старших 18 років.
Цивільне працевлаштоване населення становило 7 осіб. Основні галузі зайнятості: науковці, спеціалісти, менеджери — 42,9 %.